# Uniontown (Kansas)
Pour les articles homonymes, voir Uniontown.
Uniontown est une municipalité américaine située dans le comté de Bourbon au Kansas.
Lors du recensement de 2010, sa population est de 272 habitants. La municipalité s'étend alors sur une superficie de 0,22 mille carré (0,57 km2).
Uniontown est fondée au milieu du XIXe siècle. Son bureau de poste ouvre en 1856. Le bourg doit son nom à l'Union des États-Unis, il est alors un bastion antiesclavagiste et unioniste,.